# Imja Tse
Imja Tse, meglio noto come Island Peak, è una vetta della catena dell'Himalaya nell'est del Nepal. È classificato come Trekking peak.

## Descrizione
Ha ricevuto il nome di Island Peak nel 1951 da parte di Eric Shipton, poiché appare come un'isola in un mare di ghiaccio, quando vista da Dingboche. Il picco è stato poi rinominato, nel 1983, Imja Tse ma Island Peak rimane la scelta popolare. Il picco è in realtà un prolungamento della cresta che scende dalla punta sud del Lhotse Shar.
L'Imja Tse fu scalato nel 1953, da un team inglese, come esercizio di addestramento in preparazione per la scalata al monte Everest. Tenzing Norgay fu uno dei membri di questa spedizione.
Imja Tse è uno dei più popolari trekking peak data la sua difficoltà (alpino PD +) e l'accessibilità soprattutto se scalato con l'ausilio di una guida nepalese.

## Ascensione
Per scalare l'Island Peak, si ha la possibilità di partire da un campo base sito a 5.087 metri chiamato Pareshaya Gyab iniziando la salita tra le 2 e le 3 del mattino. Un'altra possibilità molto comune è quello di ascendere a High Camp, sito a circa 5.600 metri, per ridurre lo sforzo e il tempo necessario alla scalata. 
Tuttavia, il rifornimento adeguato di acqua e la preoccupazione di dormire a una quota superiore, può far propendere per partire dal campo base. La strada dal campo base al campo alto è praticamente una passeggiata, ma appena al di sopra del campo alto, alcuni passaggi presentano moderate difficoltà nell'attraversamento di un ampio canalone aperto. 
Nella parte superiore del burrone, gli scalatori iniziano a procede fino a un pendio ripido di neve mista a blocchi di ghiaccio. Da qui occorre utilizzare delle corde fisse per l'estenuante salita di quasi 100 metri fino alla cresta sommitale. La salita alla vetta è piuttosto difficile a causa della ripidità dei pendii. 
In vetta, nonostante il Monte Everest sia a soli dieci chilometri di distanza a nord, la sua vista è impedita dal muro massiccio del Lhotse, torreggiante 2.300 metri sopra la cima.
Un profondo crepaccio posto lungo la maggior parte della parete che porta alla cresta sommitale a volte ha causato il rientro di alcune spedizioni scoraggiate dal proseguire. Nel mese di aprile del 2009, la Nepal Mountaineering Association incaricò la Nepal Mountaineering Instructors' Association di installare delle scale ma la richiesta non è stata rinnovata nel 2010.

## Galleria d'immagini

Imja Tse
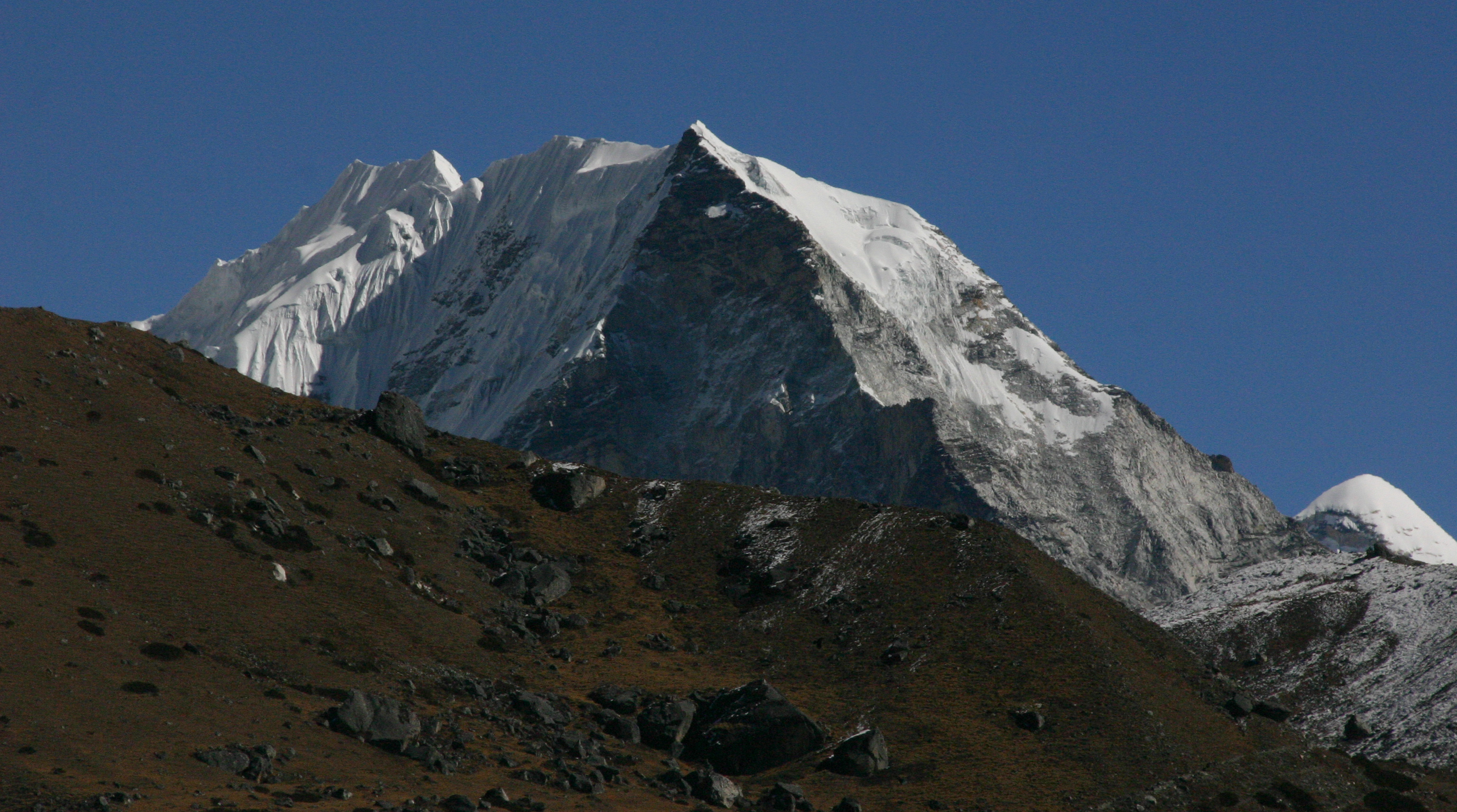
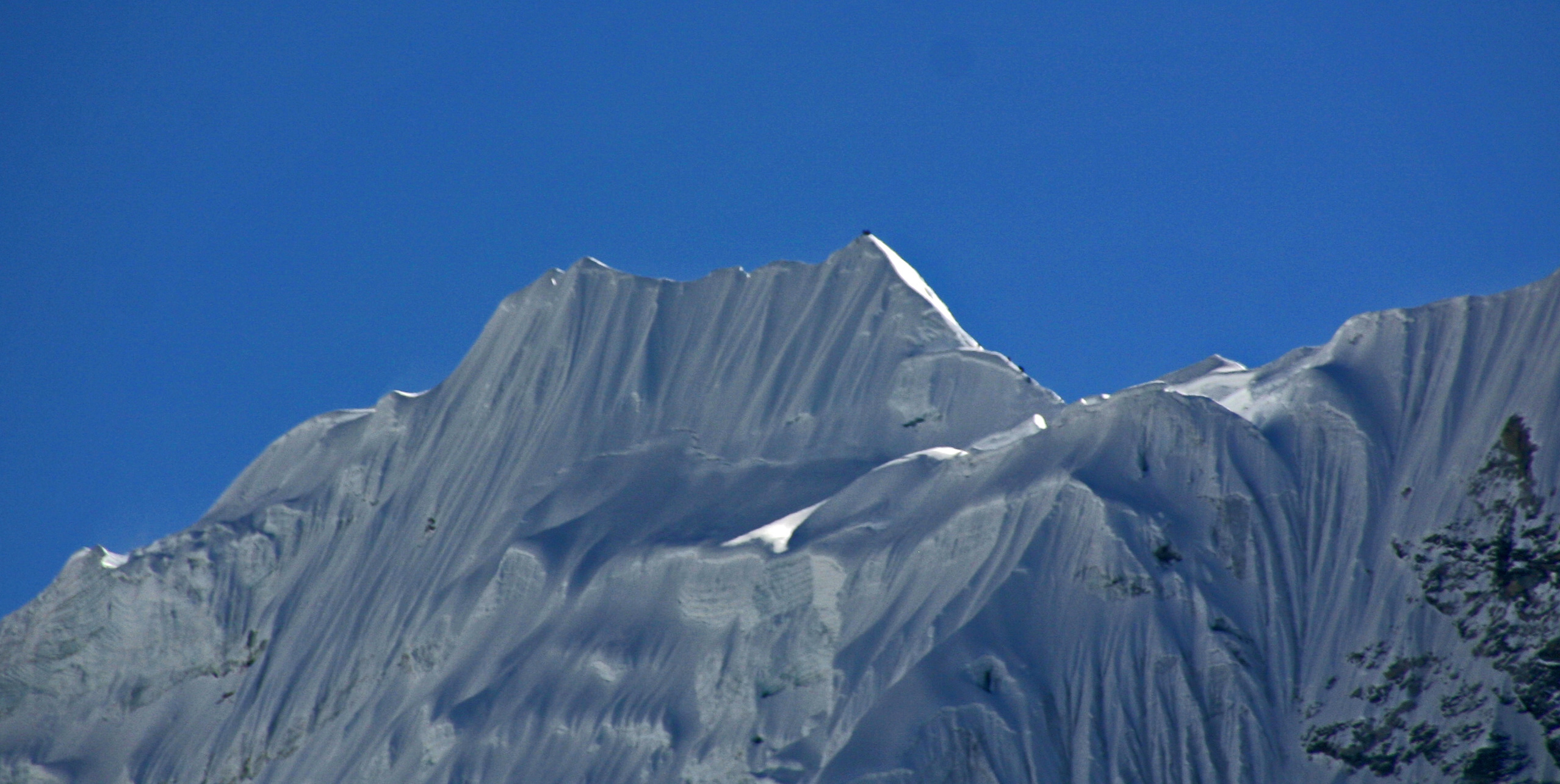
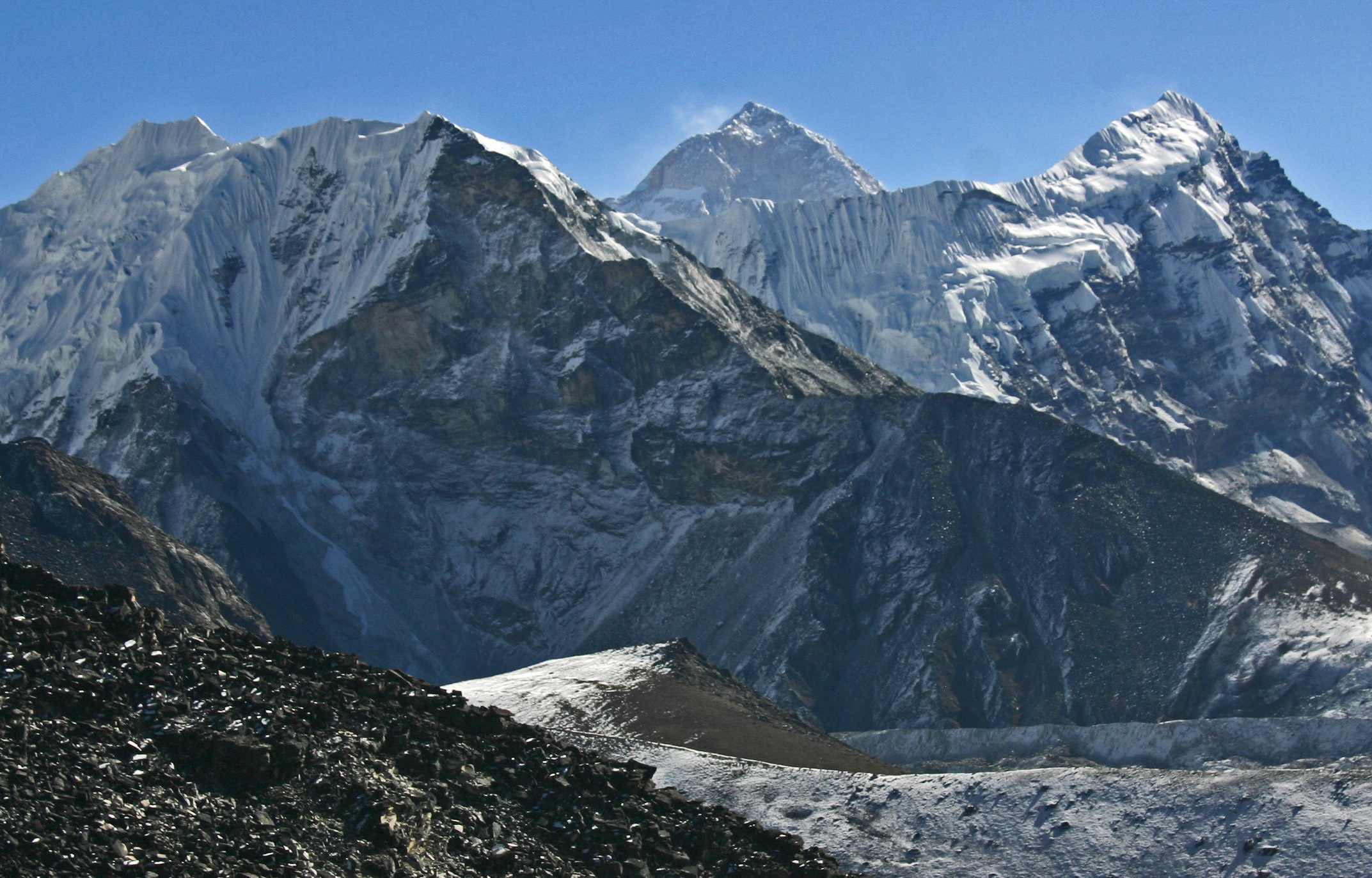
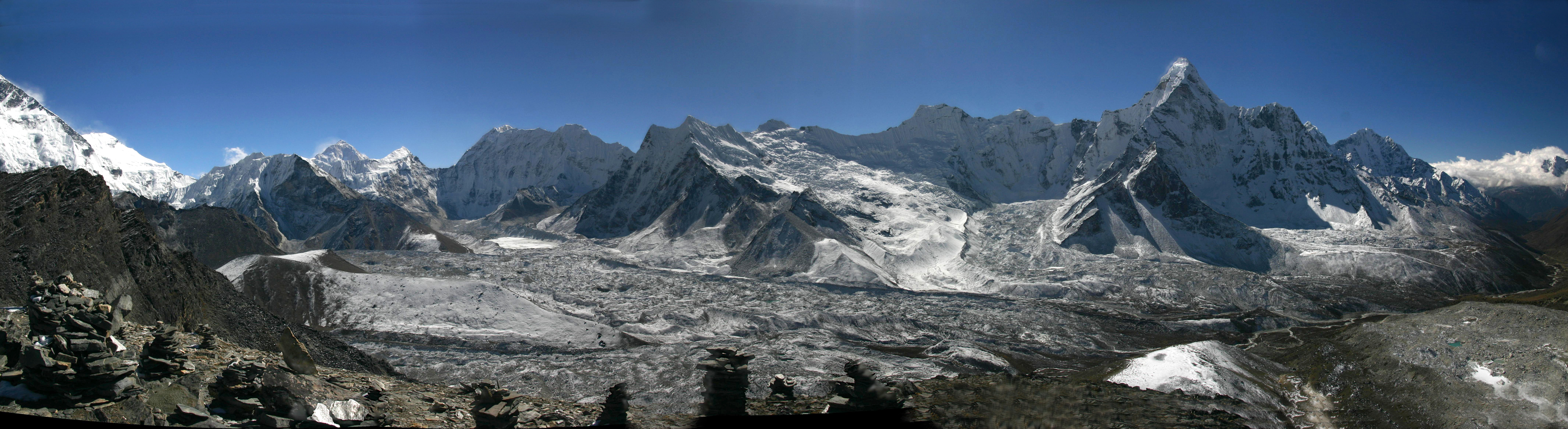
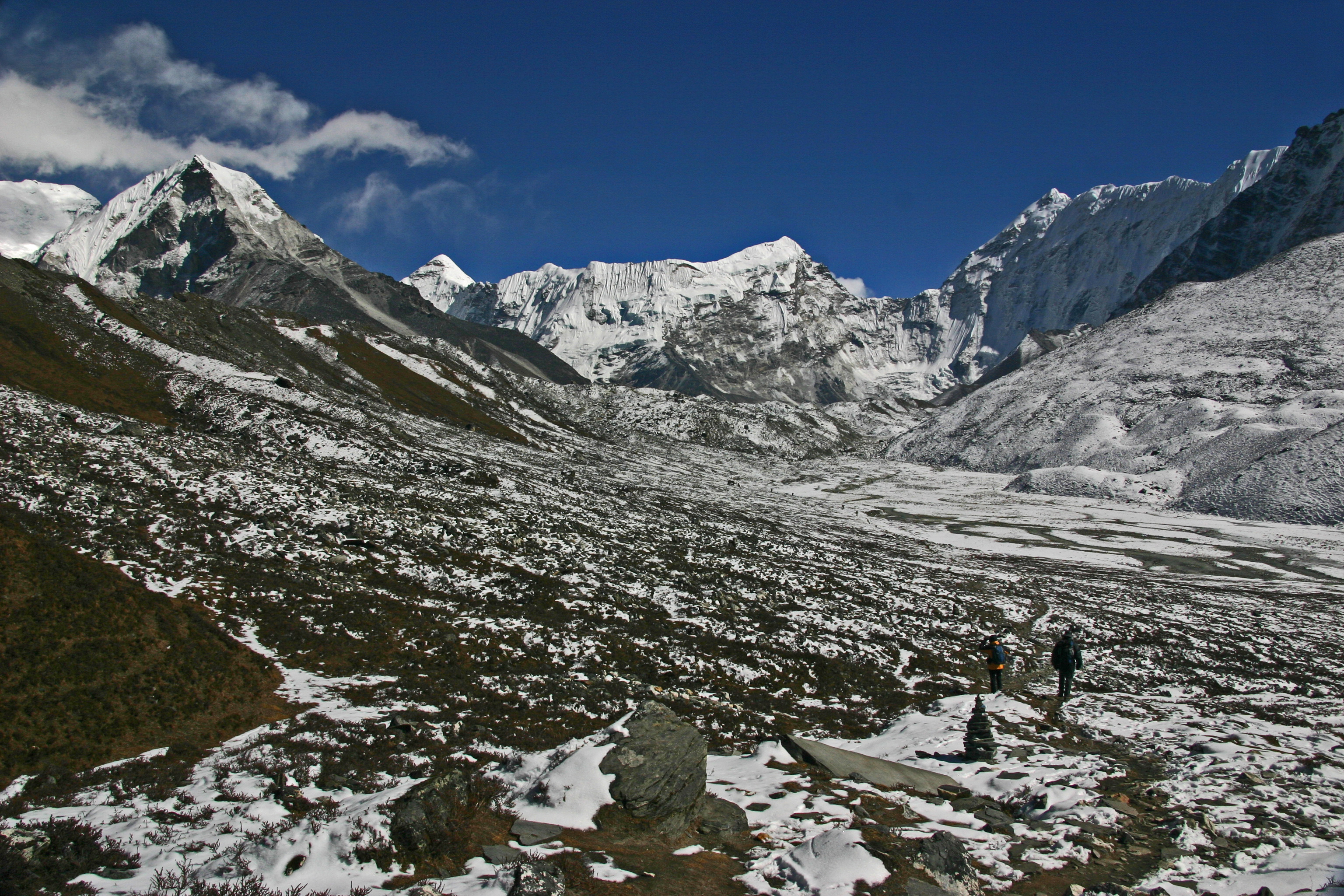
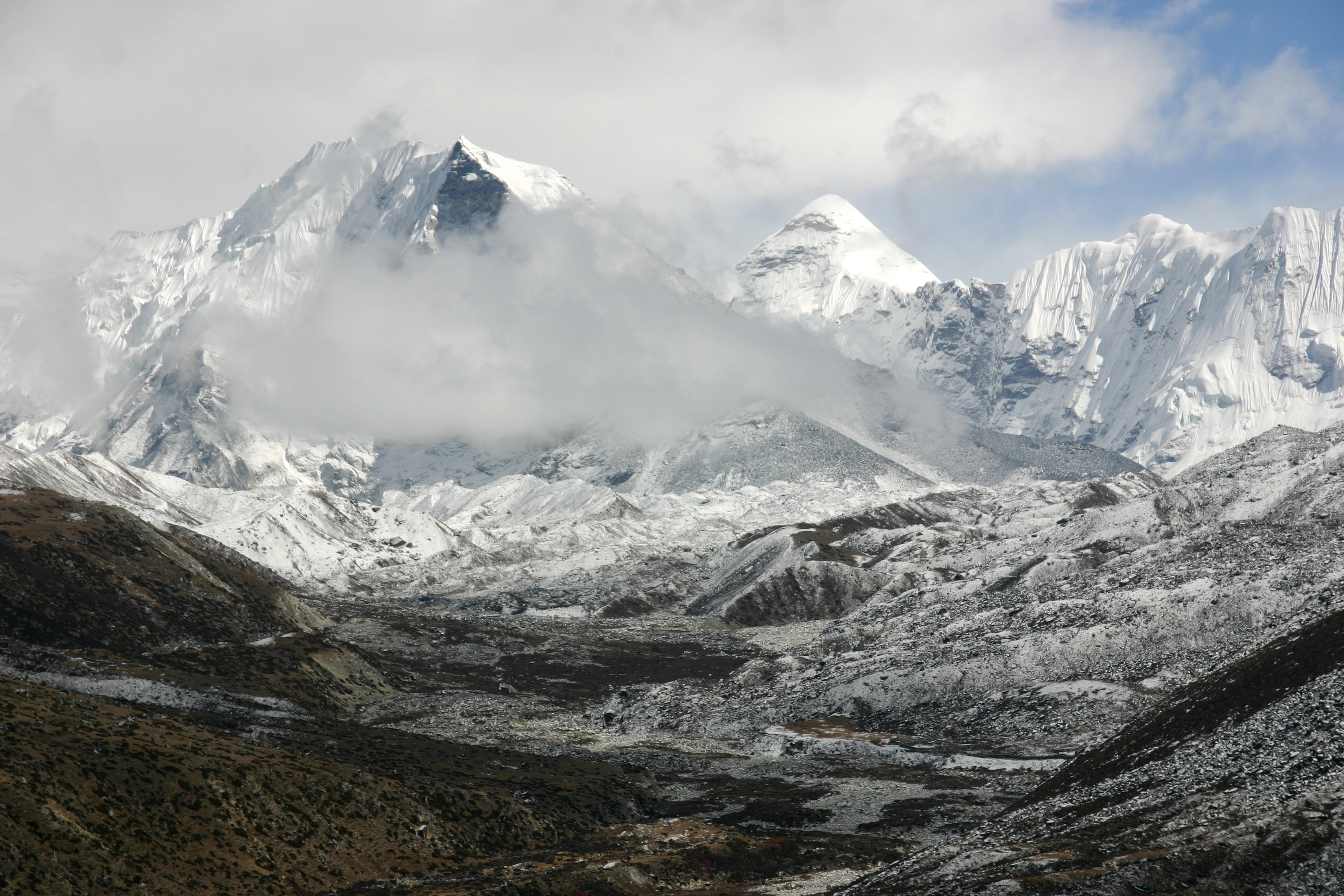
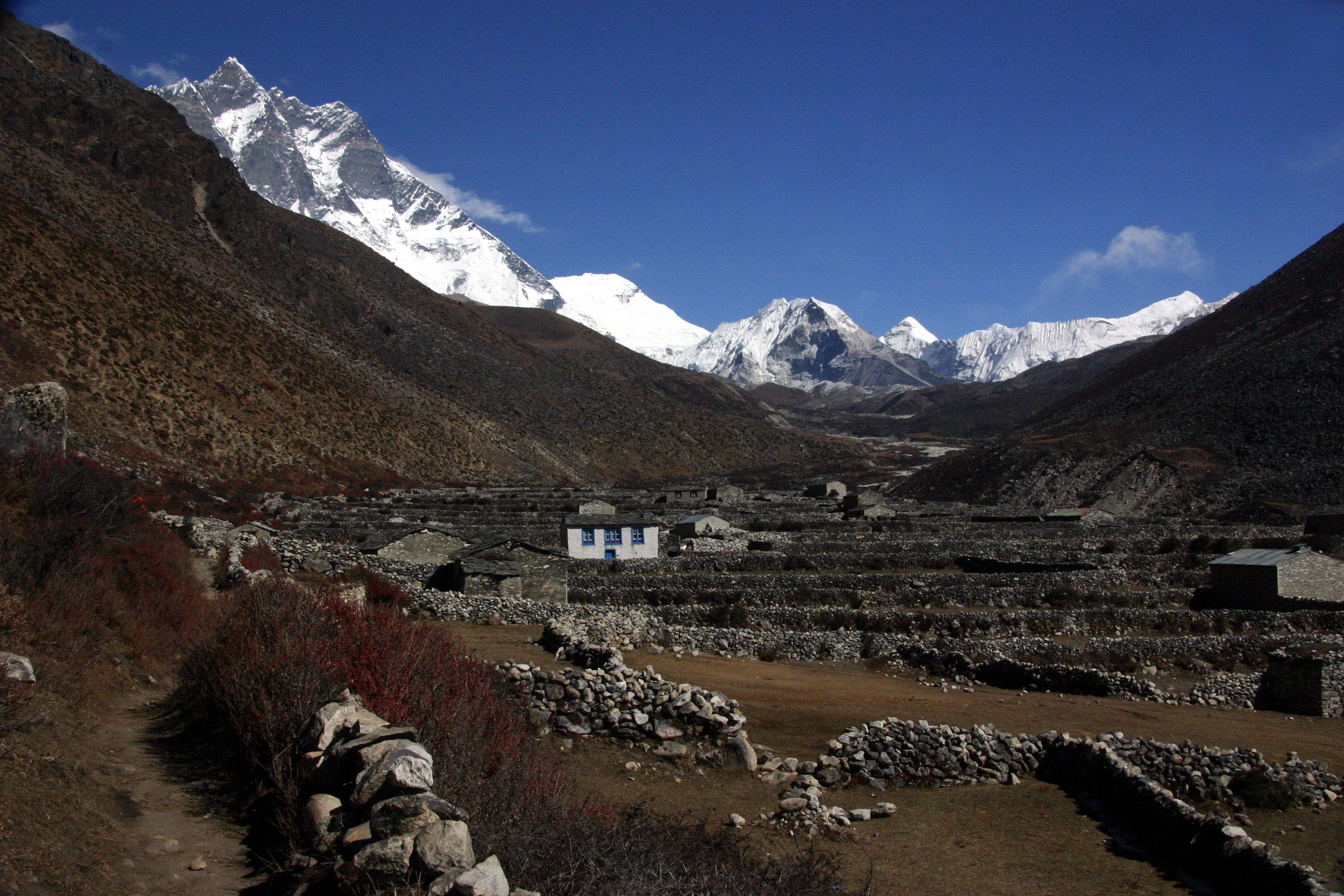